# غسول التجويف الأنفي
غسول التجويف الأنفي هي عادة صحية يتم فيها غمر التجويف الأنفي بمحلول ملحي دافئ. هدف الغسول الأنفي هو تصفية مجرى التجويف من المخاط الزائد والجزيئات وترطيب التجويف الأنفي. أخضعت هذه العادة للاختيارات الإكلينيكية ووجد أنها آمنة ومفيدة دون ملاحظة أية آثار جانبية.

## تاريخ العملية
استُخدم غسول التجويف الأنفي منذ القدم في أجزاء كثيرة من شبه القارة الهندية وهي وصفة علاجية من الطب الأيوريدي (Ayurvedic medicine) وتسمى جالا نتي (Jala Neti) وتعني حرفياً التنظيف بالماء.
بإمكان ممارسة غسول التجويف الأنفي في المنزل باستخدام على سبيل المثال لا الحصر محقنة مملوءة بسائل. بالإمكان شراء سائل مناسب من الصيدلية كما بالأمكان تحضيره بسهولة في المنزل باستخدام مزيج الماء والملح الغير المعالج باليود.

### جالا نيتي

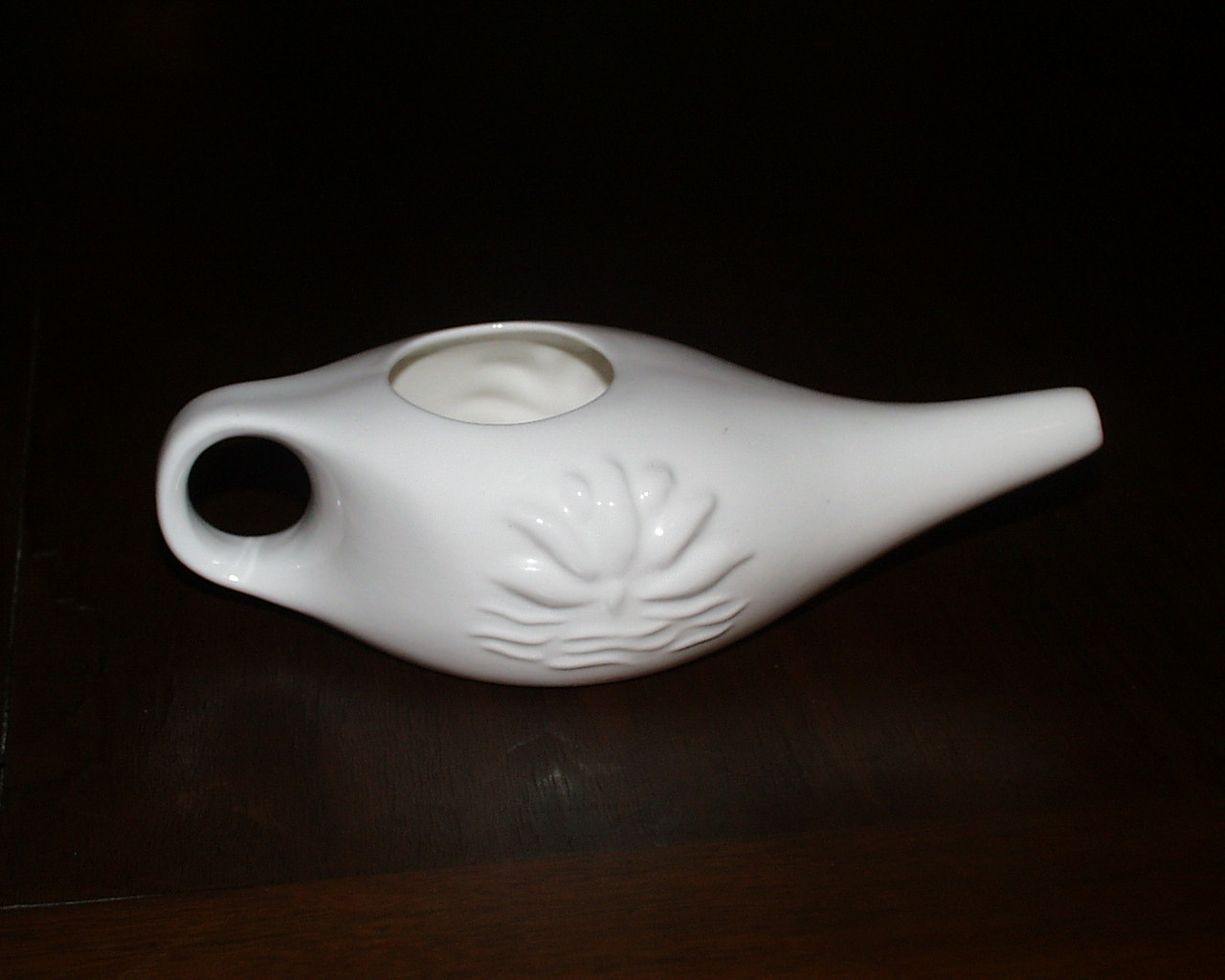
إبريق نيتي السيراميكي، وبالإمكان صناعته أيضاً من الزجاج والمعادن والبلاستيك

في اللغة السانسكريتية الهندية القديمة، كلمة جالا نيتي تطلق على طريقة تنظيف قديمة في الطب الأيوريدي. حيث يشطف الشخص تجويفه الأنفي بالماء وعادة ما يمزج بالملح ليكون محلول ملحي أكثر صحيةً ويستخدم بإبريق النيتي.
وباتت تعرف عملية الـ جالا نيتي هذه في الطب الغربي بـ «الري الأنفي» لأن فيها خاصية الغمر والري لقناة التجويف الأنفي واشتهر عنها أنها تعالج العديد من الحالات المرتبطة بالأنف.
ورغم أن جالا نيتي ليست معروفة كثيراً في الثقافة الغربية إلا أنها عادة منتشرة في أجزاء من الهند ومناطق أخرى من جنوب شرق آسيا ويكرر استخدامها بقدر ما تكرر عملية تنظيف الأسنان بالفرشاة. ويتم إجراءها بشكل يومي، عادة في فترة الصباح الأولى مع أغسال الصباح. وبالإمكان إجراءها في المساء إن كان الشخص يقطن في مناطق مليئة بالتلوث أو بالغبار. وعند حدوث مشاكل وانسدادات فبالإمكان إجراءها 4 مرات في اليوم.

### وصف الطريقة
الطريقة النموذجية تتم باستخدام محلول ملحي متساوي التوتر. وهذا هو مقارب لنسبة تركيز الملح في الدم والدموع الطبيعية. ويتم تحضير المحلول الملحي الدافئ ليكون بنسبة ملحية قدرها 0.9% (9 غرام من الملح –ملعقة شاي ونصف الملعقة– لكل لتر ماء). يفضل هنا الملح غيرالأيودي على الملح الأيودي. يجب أن يكون الماء دافئ الملمس ومن المهم أن يتم خلط المزيج جيداً ليذوب كل الملح.
أضهرت البحوث الحديثة أن المحلول الملحي مفرط التوتر قد يكون ذو فعالية أيضاً. وتكون نسبة الملح فيه أعلى من نسبته في الدم. وكانت النسبة النموذجية للملح في هذه البحوث 3%. ومع هذه النسبة العالية كان يضاف للمحلول عامل إذابة لجعله أكثر قابلية للاستخدام.
وإن كان المحلول سيصنع في المنزل فإن جودة المحلول عامل مهم. لذلك فإن الممارسين لهذه العملية ينصحون باستخدام ملح خشن حيث أنه لا يحتوي على إضافات الأيودين. فعادة ما يحتوي ملح الطعام الناعم على مواد تمنعه من التكتل وهي مواد تسبب الحساسية. بشكل عام فإن استخدام ملح بحر خشن يعتبر خيار جيد. كما أن المحاليل الملحية التجارية الخالية من اليود متوفرة للاستهلاك الصحي وهي مناسبة لغرضنا. يمكن استخدام بيكربونات الصوديوم عوضا عن الملح كما يمكن استخدامه بمصاحبة الملح. بإمكان بيكربونات الصوديوم أن تنعم الملح أكثر بحيث تمنع الأغشية المخاطية من الهيجان كما أنها تقرب معامل الحموضة (pH) في المحلول إلى معامل حموضة الدم.

## جالا نيتي ومراحلها
تتكون طريقة الـ جالا نيتي من ثلاث مراحل، إلا أن الطريقة الأولى هي الأكثر اتباعاً. ورغم أننا نورد هنا ملخصاً عن كل مرحلة، إلا إنه من الأسهل أن يتم تعلم الطريقة من شخص ذو خبرة في الـ جالا نيتي ويستطيع عرض الطريقة لك. بإمكان الكثير من معلمي اليوغا تعليم الـ جالا نيتي وإن لم يعرفوها بأنفسهم فإنهم على الأرجح يعرفون شخصاً يستطيع تعليمها. وليس من الصعب على الكثير من الناس أن يتعلموا الطريقة في جلسة واحدة مختصرة عند معلم مؤهل.

### المرحلة الأولى
لا يمارس الكثير من الناس سوى الطريقة الأولى من جالا نيتي. ويجب ممارسة هذه المرحلة أولاً في كل مرة تمارس فيها جالا نيتي سواء قررت عمل المراحل كلها تباعاً أو اثنتان منها أو المرحلى الأولى فقط. ويجب أن تستهلك في كل مرحلة ما مقداره ربع لتر ماء لكل منخر ولكن ربما يجب على المبتدئ أن يتدرج في الكمية إلى أن يصل إلى هذه الكمية:
- انحن إلى الأمام على المغسلة واحن رأسك جانباً (نحو اليمين للمنخر الأيمن ونحو اليسار للمنخر الأيسر). اجذب ذقنك نحو كتفك قليلاً. وللتأكد من الوضعية يجب أن يكون مستوى الجبين والذقن متساويين.
- أدخل لسان ابريق النيتي داخل المنخر الأعلى إلى أن يحكم أغلاق اللسان داخل المنخر دون وجود تسرب. ودع المحلول يجري داخل المنخر عبر ممرالمنخر، ستلاحظ بعد ثوانٍ أن الماء يبدأ بالجريان خروجاً من المنخر الأسفل.
- في هذه الأثناء استمر بالتنفس بعمق عن طريق الفم. التنفس بهذه الطريقة سيسمح للماء أن يتجه إلى المنخر الآخر دون تسربه إلى الفم.
- عند انتهاء المحلول أعد ملئه ثم قم بنفس العملية للمنخر الآخر. ربما يفضل المبتدئون أن يستخدموا نصف الكمية من المحلول لكل جانب.
- إذا لاحظت أن الماء لا يخرج فربما يجب عليك أن تتنقل بين المنخرين ذهاباً وإياباً إلى أن ترى الماء يخرج. وربما وجب أن تؤرجح الإبريق قليلاً عند سكب المحلول في المنخر.
- إن كنت لا تنوي متابعة المرحلتين التاليتين، فعليك أن تقفز إلى التعليمات الموجودة تحت العنوان «عند الانتهاء من المراحل» لإفراغ الممرات الأنفية من بقايا المحلول.

### المرحلة الثانية
المرحلة الثانية تغسل الجزء الأعمق من المعبر الأنفي، ولذلك لا يجب أن تتبع الا بعد عمل المرحلة الأولى مرة واحدة على الأقل. فلو كان هناك وجود لأية التهابات أو عوائق في الجزء الخارجي من المعبر ولم تشطف من المرحلة الأولى، فإنها قد تدفع إلى أعماق التجويف الأنفي. على المبتدئين أن يتبعوا المرحلة الأولى فقط خلال الأسابيع الأولى ليتأكدوا أنهم تأقلموا جيداً مع العملية ويتأكدوا أن الإنسدادت الكبيرة قد تلاشت.
في المرحلة الثانية يستنشق الماء من كل منخر ويسترجع من الفم ويبسق. ومن المهم أن لا يبلع ولذلك فمن المستحسن أن يكون هناك مرشد لهذه العملية. مع أن هذه المرحلة أصعب من سابقتها إلا إن لها تأثير أعمق بكثير. فبالنسبة للذين يعانون من التهابات مزمنة في الجيوب الأنفية، فإنهم لن يلاحظوا التحسن الكبير إلا عندما يقومون بهذه المرحلة.

### المرحلة الثالثة
قبل الشروع في هذه المرحلة يجب أن تنفذ المرحلتان السابقتان لمرة واحدة على الأقل. وفيها يتم أخذ الماء من الفم ويتم استرجاعه من الانف. وتعد هذه المرحلة الأصعب فلا يتقنها سوى القليل من أساتذة اليوغا. كما أن فائدتها هامشية بالمقارنة مع سابقتيها.

### عند الانتهاء من المراحل
عند الانتهاء من الـ جالا نيتي فإنه من المهم أن يتم التخلص من بقايا الماء الموجود في الأنف. وهناك عدة طرق لذلك ولكن عادة يتم التخلص من الماء بالانحناء من الخصر بوضعية الركوع ليتم السماح للماء بالخروج. كما أن التنفس السريع من الأنف له فائدة كما لنفخ الأنف في منديل دون الإفراط بقوة النفخ أو بقوة الضغط على الأنف. وفي كل الطرق المذكورة من المهم أن لا يتم إغلاق أحد المنخرين أو عصر الأنف من الخارج فذلك قد يقود الماء إلى أماكن لا يجف فيها الماء بسهولة.

## الفوائد وحالات الاستخدام
الشطف والغمر المصاحب لعملية غسول التجويف الأنفي بالمحلول الملحي يحسن من صحة الأنف. وتستخدم من قبل المصابين بأعراض مرض التهاب الجيوب الأنفية المزمنة كآلام الوجه والصداع والنفس الكريه والسعال والرشح. وقد روت إحدى الدراسات أن «غسول الأنف له نفس فاعلية استخدام الأدوية التقليدية». وحسب دراسة أخرى فإن «الاستخدام اليومي للمحلول الملحي متساوي التوتر في ري قناة الأنف تحسن من الصحة العامة لجيوب الأنف وتخفف من عوارض مرضها كما تخفف من تناول أدويتها العلاجية» كما أن الغسول الأنفي ينصح كــ «علاج فعال لأعراض التهابات الجيوب المزمنة».
اشتهر عن غسول التجويف الأنفي أنه يساعد على منع نزلات البرد وتحسين صحة الأنف وذلك بتنظيف الممرات الأنفية ويساعد في تخفيف الجفاف والإنسدادت والرعف وأعراض الحساسيات. بالنسبة للذين يعانون من التهابات الجيوب المزمنة فإن الغسول حل سريع سهل التكلفة لتحسين الأهداب الأنفية وسرعة دوران المخاط وتقلل من تكتلات المخاط. وتحسن تصريف فتحات الجيوب.
للاختصار فإن غسول التجويف الأنفي على سبيل الزعم فإن له الفوائد التالية:
- تصرف المخاط اللزج والمستعصي وتساعد على تخفيف احتقان الأنف.
- تنظف وتخلص تجويف الأنف من مثيرات الحساسية والمهيجات والمخلفات.
- تعالج التهاب الجيوب الأنفية.
- تعالج حساسيات التهاب الأنف
- تقي من نزلات البرد والإنفلونزا
- تلطف جفاف الأنف
- علاج لالتهاب الغدد المخاطية
- تحسين التنفس
- تخفف مؤقتاً من الأعراض التي تلي جريان الأنف
- تخفف السعال الذي يلي جريان الأنف
- تخفيف مؤقت للروائح الكاذبة
- علاج للالتهابات البكتيرية الحادة للجيوب

### فوائد جالا نيتي
المؤيدين للعملية يزعمون أن الـ جالا نيتي لها العديد من الفوائد منها:
- تقليل مشاكل الحساسيات
- تحسين التنفس
- القضاء على جريان الأنف
- القضاء على التهابات الجيوب والتهاب الجيوب المزمنة
- ترطيب الممرات الأنفية الناشفة
- تخفيف مؤقت للروائح الكاذبة
- تجنب الإصابة بنزلات البرد أو تقليل فترة المرض بها
- تحسين الصحة العامة للأنف